# Imrich Bugár
Imrich Bugár (Dunajská Streda, 14 aprile 1955) è un ex discobolo ceco, fino al 1992 cecoslovacco, campione mondiale ad Helsinki 1983 e campione europeo nel 1982.

## Biografia
Nel 2006 tentò, senza successo, di essere eletto al Senato ceco, come indipendente, con il Partito Socialdemocratico Ceco.

## Doping
Nel 2006, vengono resi noti dei documenti che mettono in luce un'organizzato sistema statale di somministrazione di doping agli atleti cecoslovacchi, proprio come accadeva in Germania Est, durante gli anni settanta e ottanta.
Nei documenti si fa riferimento alla positività di Bugár al metandianol, uno steroide anabolizzante, ad un controllo antidoping segreto svolto dall'Istituto Superiore di Sanità in prossimità dei mondiali di Roma del 1987.
Dopo l'uscita di queste indiscrezioni Bugár ha comunque dichiarato di non aver mai assunto sostanze dopanti durante la sua carriera.

## Palmarès
| Anno | Manifestazione | Sede       | Evento           | Risultato | Misura  | Note                          |
| ---- | -------------- | ---------- | ---------------- | --------- | ------- | ----------------------------- |
| 1978 | Europei        | Praga      | Lancio del disco | Bronzo    | 64,66 m |                               |
| 1980 | Olimpiadi      | Mosca      | Lancio del disco | Argento   | 66,38 m | Miglior prestazione personale |
| 1982 | Europei        |            | Lancio del disco | Oro       | 66,64 m |                               |
| 1983 | Mondiali       | Helsinki   | Lancio del disco | Oro       | 67,72 m |                               |
| 1986 | Europei        | Stoccarda  | Lancio del disco | 8º        | 63,56 m |                               |
| 1987 | Mondiali       | Roma       | Lancio del disco | 7º        | 65,32 m |                               |
| 1988 | Olimpiadi      | Seul       | Lancio del disco | 12º       | 60,88 m |                               |
| 1990 | Europei        | Spalato    | Lancio del disco | 7º        | 62,36 m |                               |
| 1991 | Mondiali       | Tokyo      | Lancio del disco | 13º       | 61,90 m |                               |
| 1992 | Olimpiadi      | Barcellona | Lancio del disco | 20º       | 58,70 m |                               |
| 1993 | Mondiali       | Stoccarda  | Lancio del disco | 20º       | 58,76 m |                               |

## Riconoscimenti
- Sei volte atleta dell'anno (1980-1985).
- Sportivo dell'anno 1982.